# COSAFA Cup 2010
COSAFA Cup 2010 – miał rozpocząć się 13 listopada 2010 roku. Przedstawiciele federacji COSAFA w październiku 2010 roku ustalili, że władze Angoli nie dają dostatecznych gwarancji na rozegranie turnieju i postanowili odwołać tę edycję.
W turnieju miało brać udział 14 reprezentacji:
- Angola
- Botswana
- Komory
- Lesotho
- Madagaskar
- Malawi
- Mauritius
- Mozambik
- Namibia
- Południowa Afryka
- Seszele
- Suazi
- Zambia
- Zimbabwe

## Stadiony
| Benguela                   | Lubango                       |
| -------------------------- | ----------------------------- |
| Estádio Nacional de Ombaka | Estádio Nacional da Tundavala |
| Pojemność: 35,000          | Pojemność: 20,000             |